# Ariadna Castellarnau
Ariadna Castellarnau Arfelis (Lérida, 10 de septiembre de 1979) es una escritora y novelista española. Ha sido galardonada con el VI Premio las Américas (2016) y con el Grand Prix de l'Imaginaire (2023). 

## Trayectoria
Nació en 1979 en Lérida. Es licenciada en Filología Hispánica por la Universidad de Lérida, en Teoría Literaria y Literaturas Comparadas por la Universidad de Barcelona y Máster en Humanidades por la Universidad Pompeu Fabra. De 2009 a 2016 vivió en Buenos Aires, donde trabajó en el Ministerio de Cultura (Argentina) y como periodista para la sección de cultura del diario Perfil y  Página 12.
Su primera novela, Quema -una distopia compuesta de relatos que funcionan separadamente, pero que juntos conforman una historia global- obtuvo el VI Premio Internacional Las Américas. Su segundo libro, La oscuridad es un lugar, fue publicado por la editorial Destino en noviembre de 2020. En 2023 fue galardonado con el Grand Prix de l'Imaginaire.
Sus cuentos han aparecido traducidos al inglés en las revistas "Words Without Borders" y "The Dial".

## Libros publicados
- Quema (Gog & Magog, 2015, Catedral, 2017) Novela.
- La oscuridad es un lugar (Destino, 2020) Relatos.

## Premios
- Premio Internacional Las Américas (2016)
- Grand Prix de l'Imaginaire (2023)